# Jedrsko zlivanje
Jêdrsko zlívanje ali fuzíja je zlivanje vodikovih in drugih lahkih atomskih jeder v težja jedra. Proces je nekakšno nasprotje razcepa jedra ali »jedrske fisije«, ki se uporablja v sodobnih jedrskih reaktorjih. Zlivanje jeder je vir energije zvezd ter, preko nadzorovanega zlivanja jeder v fuzijskih reaktorjih, potencialno tudi možen vir energije za človeško civilizacijo.

## Zlivanje jeder v zvezdah
V središčih zvezd proces poteka pri zelo visokih temperaturah (temperatura v središču Sonca je okrog 15.000.000 K) in visokem tlaku. Hitrost jedrskega zlivanja jeder v središču zvezde je odvisna od njene mase (življenjski čas zvezd je približno sorazmeren z {\displaystyle m^{-2.5}} ). Tako ima Sonce še dovolj materiala (goriva), da bo v njem tlelo še nadaljnjih 5 milijard let. Pritlikava zvezda z 0,1 Sončeve mase pa bo tlela tudi do 100 milijard let. Nasprotno pa zvezda z desetkratno maso Sonca tli le nekaj deset milijonov let, kar je v kozmičnem smislu zelo kratek čas.
Prvi odstavek govori o tako imenovanem »primarnem jedrskem zlivanju«, ko se vodikova jedra zlivajo v helijeva. Ko se razmere v središču zvezde spremenijo – ko se porabi zadosten delež helijevih jeder in začne primanjkovati vodikovih – se začne zvezda sesedati, tlak in temperatura v sredici pa naraščata. Ko tlak in temperatura v središču dosežeta zadostni vrednosti, pa stečejo bolj zapletene rekacije, ko se helij nadalje pretvarja v ogljikova, kisikova in dušikova jedra (steče t. i. dušikov-kisikov-ogljikov cikel). Te zvezde so po navadi veliko bolj napihnjene in imajo dosti manjšo gostoto, temperature v njihovi sredici pa so od 19.000.000 K pa vse do 100.000.000 K, pri katerem nastanejo jedra železa. Ta so tako imenovani končni produkt. Zvezda je tako po notranji zgradbi podobna čebuli; iz železovega središča navzven imamo naslednje plasti: silicijevo, dušikovo, kisikovo, ogljikova, helijevo, na zunanji strani zvezde pa vodikovo.
Ko masa železovega jedra preseže 1,44 mase Sonca, nemudoma steče kolaps središča zvezde, ko se središče zvezde ustali na stopnji bele pritlikavke (če ima preostanek maso med 0 in 1,44 mase Sonca), nevtronske zvezde (če ima preostanek maso med 1,44 in 3,00 mase Sonca) ali črne luknje (če ima preostanek maso med 3,00 in nekje do 10,00 mase Sonca). Zunanje plasti zvezde pri tem odpihne v velikanski razširjajoči lupini, ki se imenuje »planetarna meglica«. To pomeni da ima približno enako velikost, kot jo ima Sončev planetarni sistem. Nekateri znanstveniki pravijo, da obstaja še četrta možnost, tako imenovana kvarkovska zvezda, ki je sestavljena iz subatomskih delcev, imenovanih kvarki. Ta hipoteza je še vedno domena nepreverjenih raziskav in teorij.

## Fuzijski reaktor

### JET
Joint European Torus ali JET je trenutno največji obratujoči tokamak. Od leta 1983 kot skupni Evropski projekt deluje v sklopu Culham Centre for Fusion Energy v Oxfordshire, Združeno kraljestvo. V času od začetka obratovanja je bil večkrat nadgrajen, še vedno pa drži v 1997 postavljen rekord fuzijske moči, ko je med obratovanjem z mešanico devterija in tritija dosegel fuzijsko moč 16 MW. V začetku leta 2022 so rekord izboljšali na 59 MJ.

### ITER
V teku je projekt sodelovanja med Evropsko unijo (katero zastopa Fusion for Energy), Kitajsko, Indijo, Japonsko, Južno Korejo, Rusijo in ZDA. Cilj projekta je izdelava fuzijskega reaktorja ITER, ki naj bi s pomočjo zlivanja jeder proizvedel več energije, kot je je potrebno za gretje goriva. Reaktor gradijo v kraju Cadarache v bližini Aix-en-Provence na jugu Francije. Po načrtih sprejetih v 2016 naj bi prve eksperimente s plazmo izvedli leta 2025, prve eksperimente zlivanja devterija in tritija pa leta 2035.